# Skulsk
Skulsk (deutsch Skulsk, 1943–1945 Rollensee) ist ein Dorf und Sitz der gleichnamigen Landgemeinde im Powiat Koniński der Woiwodschaft Großpolen in Polen.

## Gemeinde
Zur Landgemeinde Skulsk gehören weitere 22 Ortsteile mit einem Schulzenamt.
| Buszkowo Buszkowo-Parcele Celinowo Czartowo Czartówek Dąb Dzierżysław Gawrony | Goplana Kobylanki Lisewo Łuszczewo Mielnica Duża Mniszki Paniewo | Pilich Popielewo I Popielewo II Radwańczewo Rakowo Skulsk Skulska Wieś |

Weitere Ortschaften der Gemeinde sind:
| Galiszewo Kolonia Warzymowska Koszewo Lisewo-Parcele Mielnica Mała | Nowa Wieś Piastowo Przyłubie Starostwo Wandowo | Warzymowo Włodzimiera Zalesie Zygmuntowo |